# Anissa Bonnefont
Pour les articles homonymes, voir Bonnefont (homonymie).
 (décembre 2022).
Anissa Bonnefont, née le 26 février 1984 à Paris, est une réalisatrice, scénariste et actrice française. Elle a réalisé les documentaires Wonder Boy, né sous X sur le styliste Olivier Rousteing et Nadia sur la footballeuse Nadia Nadim.

## Biographie
Née en 1984 à Paris, Anissa grandit avec sa mère, son père adoptif et sa demi-sœur. Son père biologique a quitté le foyer lorsqu'elle avait trois ans. Plus tard, la jeune femme âgée de 22 ans part à sa recherche. Elle n'aime pas l’école mais petite fille déjà, elle développe une passion pour le cinéma, qu’elle découvre à travers des films musicaux comme La Mélodie du bonheur. D'un film à un autre, elle étoffe sa culture cinématographique. Elle veut être comédienne, prend des cours de théâtre tout en passant un bac littéraire. Elle part à New York faire une école de comédie et rentre passer des castings à Paris. C’est en écrivant et réalisant Hasta la vista Fanfan, son premier court métrage, à 22 ans, que le métier de réalisatrice devient une évidence. Elle écrit des scénarios de courts métrages et réalise des clips vidéos. Elle part s'installer à Los Angeles, aux États-Unis, où elle collabore avec son mari Andrea Di Stefano sur des tournages, tout en réalisant des clips publicitaires pour Celine à Paris. Elle ouvre une pâtisserie, sa deuxième passion, toujours à Los Angeles.
En 2017, elle rencontre le jeune styliste et directeur artistique de Balmain : Olivier Rousteing. Elle tourne Wonder Boy en suivant Olivier Rousteing durant plusieurs mois et filme la quête identitaire du jeune homme. Le documentaire, nommé aux César, est un tournant dans sa carrière de réalisatrice. Invitée à l’Assemblée nationale pour parler des naissances sous X, elle prend conscience de sa responsabilité et de l’impact que ses films peuvent avoir.
Début 2020, elle suit Nadia Nadim, alors attaquante au Paris Saint-Germain. Ce deuxième documentaire, Nadia, retrace un autre parcours remarquable, celui de Nadia, exilée afghane réfugiée au Danemark, devenue star du football féminin, qui rêve d'être chirurgienne reconstructrice. La même année, durant la pandémie de Covid-19, alors que les cinémas restent fermés, Anissa Bonnefont lance l'idée sur les réseaux sociaux de faire de Paris un cinéma géant : elle appelle les parisiens à rétro-projeter des films sur les murs. Initiative largement suivie et immortalisée dans son court métrage Cinema Paradiso 2020.
En 2021, elle réalise son premier long métrage de fiction, La Maison, adapté de l'autofiction éponyme d'Emma Becker. C’est son producteur, Clément Miserez, qui lui propose l'adaptation du livre d’Emma Becker. Elle est touchée par le récit de l'écrivaine en immersion dans une maison close à Berlin et fascinée par la femme, terriblement humaine qui va au bout de sa démarche en se moquant de la morale. Aborder le thème du désir féminin au cinéma plaît à la réalisatrice qui pense que c'est une femme qui doit le faire. Elle s'empare donc du sujet, choisit Ana Girardot pour interpréter Emma et embarque Aure Atika et Rossy de Palma dans une aventure plus qu'un tournage. Les actrices, ravies par cette nouvelle expérience, ont travaillé leurs rôles avec une danseuse du Crazy Horse et une dominatrice SM. En abordant des sujets sensibles voire tabous comme la quête d’identité, les racines ou le désir féminin, Anissa Bonnefont souhaite relater des histoires pour « faire avancer les débats sociétaux ».

## Affaire judiciaire
S'accusant mutuellement de violences conjugales selon le parquet, Anissa Bonnefont et son compagnon Mathias Vicherat sont placés en garde à vue le 3 décembre 2023 au commissariat central du 7e arrondissement de Paris,. Leur garde à vue est levée le lendemain. Aucune blessure ne nécessitant une interruption temporaire de travail (ITT) n'est constatée sur l'un ou l'autre et aucune plainte à la date du 4 décembre 2023 n'a été déposée. Une enquête préliminaire pour « violences conjugales » est ouverte. L'affaire est audiencée le 24 octobre 2024 et le jugement mis en délibéré au 29 novembre 2024. Le 29 novembre, le tribunal la condamne à huit mois de prison avec sursis, alors que son ex-compagnon Mathias Vicherat est condamné, de son côté, à cinq mois de prison avec sursis ; ce dernier interjette appel,.

## Filmographie

### Réalisatrice

#### Documentaires
- 2019 : Wonder Boy, Olivier Rousteing, né sous X
- 2021 : Nadia

#### Long métrage de fiction
- 2022 : La Maison

#### Courts métrages
- 2009 : Hasta la vista Fanfan
- 2011 : Une nuit dans Paris
- 2017 : The Eyes of My Father
- 2020 : Cinema Paradiso 2020

### Actrice
- 2017 : Madame d'Amanda Sthers

## Distinctions
- Prix du jury au festival Filmez Jeunesse, Nanterre, 2010
- Prix spécial du jury au festival du film de Tribeca, New York, 2020
- Prix du 42e Paladino d'Or Sport Film Festival, Palerme, 2022